# Dijonerzug
Liga von Cambrai (1508–1510) 

Agnadello – Padua – Polesella – Mirandola
Heilige Liga (1510/11–1516) 

Brescia – Ravenna – Navarra – St. Mathieu – Novara – Guinegate – Dijon – Flodden Field – La Motta – Marignano
Vertrag von Noyon – Vertrag von Brüssel
Der Dijonerzug von 1513 war ein erfolgreicher Feldzug der Eidgenossen gegen die französische Stadt Dijon.

## Belagerung von Dijon

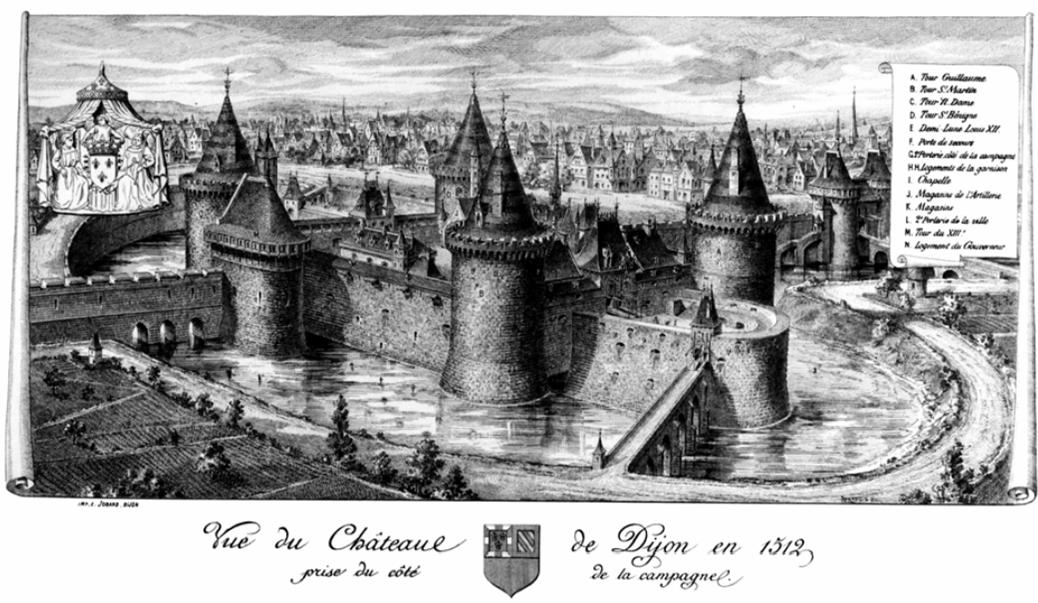
Schloss Dijon 1512

Nach der Niederlage der Franzosen in der Schlacht bei Novara (6. Juni 1513) nutzten die Eidgenossen eine weitere militärische Schlappe der Feldherren des französischen Königs Ludwig XII. bei Guinegate gegen den Kaiser Maximilian und den englischen König Heinrich VIII. (16. August 1513), um mit etwa 30.000 Mann einen Feldzug gegen Dijon zu unternehmen. Truppen des Herzogs Ulrich von Württemberg, der als Stellvertreter des Kaisers fungierte, verstärkten die schweizerischen Streitkräfte.
Diese vereinigten Militärkontingente, die von Jakob von Wattenwyl, Schultheiss von Bern, dem Grafen von Fürstenberg und dem Sire de Vergy kommandiert wurden, erschienen am 9. September 1513 vor Dijon. Louis II. de La Trémoille, der französische Statthalter von Dijon, verfügte nur über 6000 bis 7000 Mann zur Verteidigung der Stadt. Diese hätte daher einem Artillerieangriff nicht lange widerstehen können. So leitete La Trémoille Verhandlungen ein, die zwar anfangs ergebnislos blieben, aber schließlich doch nach wenigen Tagen in einen Friedensvertrag mündeten.

## Friedensschluss und Folgen
La Trémoille unterzeichnete den mit den Belagerern vereinbarten  Friedensvertrag am 13. September 1513 im Namen des Königs. Hierin wurden alle Forderungen der Eidgenossen erfüllt: der Verzicht Frankreichs auf das Herzogtum Mailand, Cremona und Asti sowie eine Kriegsentschädigung von 400.000 Sonnenkronen. Vor der Aufhebung der Belagerung mussten ihnen sofort 25.000 Livres gezahlt und sieben Geiseln ausgeliefert werden.
Als die eidgenössischen Streitkräfte jedoch sogleich nach dem Abschluss des Friedens abzogen, verweigerte König Ludwig XII. die Ratifizierung des Vertrags, der überdies in der Schweiz auf harte Verurteilung stieß. Die von den Eidgenossen mitgenommenen Geiseln mussten sich selbst freikaufen. In der Folge kam es zu erneuten kriegerischen Auseinandersetzungen. Im September 1515 verloren die Eidgenossen die Schlacht bei Marignano und konnten ihre Forderungen im darauffolgenden Frieden von Freiburg (29. November 1516) nur teilweise durchsetzen. Auch vermochten sie nicht weiter die Rolle einer Großmacht zu spielen.

## Zuschreibung der Befreiung Dijons an eine Marienprozession
Die Befreiung von Dijon wurde unserer Lieben Frau (Maria; französisch Notre-Dame) zugeschrieben: Die Schweizer hoben die Belagerung am Tage nach einer am 12. September 1513 von dem Klerus und den Gläubigen auf der Stadtmauer abgehaltenen Prozession mit dem Marienbild auf. Am gleichen Tag im Jahr 1944 verließ das deutsche Besatzungsheer Dijon. (Quelle Marienkirche in Dijon: Erklärungsblatt)